# Постовой на перекрёстке
«Постово́й на перекрёстке» (англ. The Crossing Guard) — фильм режиссёра Шона Пенна 1995 года.

## Сюжет
Герои Джека Николсона и Анжелики Хьюстон потеряли дочь, сбитую автомобилем. Водитель не ушёл от наказания и отбыл в тюрьме 6 лет. Но для отца этого наказания показалось мало. Он долгие годы ждал освобождения виновника гибели дочери и даже ворвался к нему, чтобы застрелить. Выстрела не получилось — он забыл зарядить оружие. А его враг даже не пытался защитить себя. Он лишь попросил пару дней отсрочки, сказав, что не будет звонить в полицию. Дело в том, что совесть настолько истерзала парня, что он сам хотел умереть.

## В ролях
- Джек Николсон — Фредди Гейл
- Дэвид Морс — Джон Бут
- Анжелика Хьюстон — Мэри
- Робин Райт Пенн — Джоджо (Робин Райт)
- Пайпер Лори — Хелен Бут
- Ричард Брэдфорд — Стюарт Бут
- Присцилла Барнс — Верна
- Дэвид Баэруолд — Питер
- Робби Робертсон — Роджер
- Джон Сэвадж — Бобби
- Кэри Вюрер — Миа
- Дженнифер Ли Уоррен — Дженнифер
- Ричард Сарафьян — Санни Вентура